# Gunther von Andlau
Gunther von Andlau (* in Andlau; † 21. Januar 1170 in St. Blasien) war von 1141 bis 1170 Abt im Kloster St. Blasien im Südschwarzwald. Er stammte aus dem Adelsgeschlecht Andlau.
In seiner Amtszeit bestätigte König Konrad III. am 12. Januar 1152 in Freiburg im Breisgau dem Kloster St. Blasien die Stiftung der Zelle Ochsenhausen und deren Abhängigkeit vom Mutterkloster.